# لونا 25
لونا 25 (بالروسية: Луна-25) هي مهمة هبوط على سطح القمر تابعة لوكالة الفضاء الاتحادية الروسية. حيث تُخطط للهبوط بالقرب من القطب الجنوبي للقمر عند فوهة بوغوسلافسكي. في البداية أطلق عليها اسم Luna-Glob Lander، وجرى إعادة تسميتها إلى Luna 25 للتأكيد على استمرارية برنامج لونا السوفيتي من السبعينيات، على الرغم من أنه لا يزال جزءًا مما كان يُصوَّر في وقت ما على أنه برنامج استكشاف القمر لونا-جلوب. ويُعد لونا أول مسبار قمري ترسله وكالة الفضاء الروسية روسكوزموس إلى القمر (بغض النظر عن تلك التي أرسلها السوفييت) وكان يمكن أن يصبح أول مسبار يهبط على القطب الجنوبي من القمر.
انطلقت مهمة لونا 25 في 10 أغسطس 2023، الساعة 23:10 بالتوقيت العالمي المنسق، فوق صاروخ سايوز-2.1بي من ميناء فستوتشني الفضائي في أقصى شرق روسيا بمنطقة أمور.
تحطمت مركبة لونا 25 بعد دخولها لمدار غير خاضع للسيطرة في 20 أغسطس 2023، وأعلنت وكالة الفضاء الاتحادية الروسية انقطاع الاتصال بالمركبة بعد اصطدامها بسطح القمر.

## التاريخ
كانت هناك مركبة للهبوط القمري تابعة للاتحاد السوفيتي تُسمى لونا 24 في منتصف السبعينيات. بدأت خطط Nascent لتصميم مركبة جديدة -سُميت لاحقًا Luna 25- في أواخر التسعينيات، مع تقييم تصميمين لمركبتين فضائيتين بحلول عام 1998. استمرت محاولات إحياء المشروع واستكماله طوال العقد الأول من القرن الحادي والعشرين، وتخللتها محاولة فاشلة للتعاون الدولي عبر الاندماج مع المركبة المدارية Lunar-A التابعة لـ منظمة استكشاف الفضاء اليابانية JAXA والتي جرى إلغاؤها الآن، وكذلك محاولة مهمة تعاونية أخرى إلى القمر مع منظمة أبحاث الفضاء الهندية (ISRO) (التي استمرت دون مشاركة روسيا).
دعت خطط المهمة الأولية إلى تصميم مركبة إنزال ومركبة مدارية. والآن فإن لونا 25 هي مركبة هبوط فقط، وتتمثل مهمتها الأساسية في إثبات تقنية الهبوط. سوف تحمل المهمة 30 كـغ (66 رطل) من الأدوات العلمية، بما في ذلك ذراع آلية لجمع عينات التربة ومعدات الحفر الممكنة.
جاءت التأخيرات في العقد الأول من القرن الحادي والعشرين أولاً من إعادة العمل والتأخير الكبير الذي نجم عن فشل مهمة فوبوس-جرونت في عام 2011. وهذه هي النقطة التي جرى فيها تطوير تصميم لونا 25 الحديث. في وقت لاحق، تباطأ العمل على المسبار بسبب ضغوط الموارد التي فُرضت على مطور المركبات الفضائية NPO Lavochkin، مثل القمر الصناعي للطقس Elektro-L رقم 2 ومرصد Spektr-RG بالإضافة إلى منصة الهبوط الروسية التي كانت تساهم في ExoMars 2020.
بحلول عام 2017، كان نظام الدفع للمركبة الفضائية قيد التجميع.
موقع الهبوط المقصود يقع في 69°32′42″S 43°32′38″E / 69.545°S 43.544°E (إلى الشمال من crater Boguslavsky)، وهناك منطقتان احتياطيتان هما 68°46′23″S 21°12′36″E / 68.773°S 21.210°E (جنوب غرب Manzini crater) و68°38′53″S 11°33′11″E / 68.648°S 11.553°E (جنوب Pentland A crater).
المدة المقدرة لمهمة المسبار على سطح القمر هي سنة أرضية واحدة على الأقل.
جرى الإطلاق في 10 أغسطس 2023 على صاروخ سايوز 2 من فوستوشني Cosmodrome. وفي 16 أغسطس، دخل المسبار في مدار حول القمر ومن المفترض أن يهبط بعد خمسة أيام في 21 أغسطس.

## الأدوات العلمية

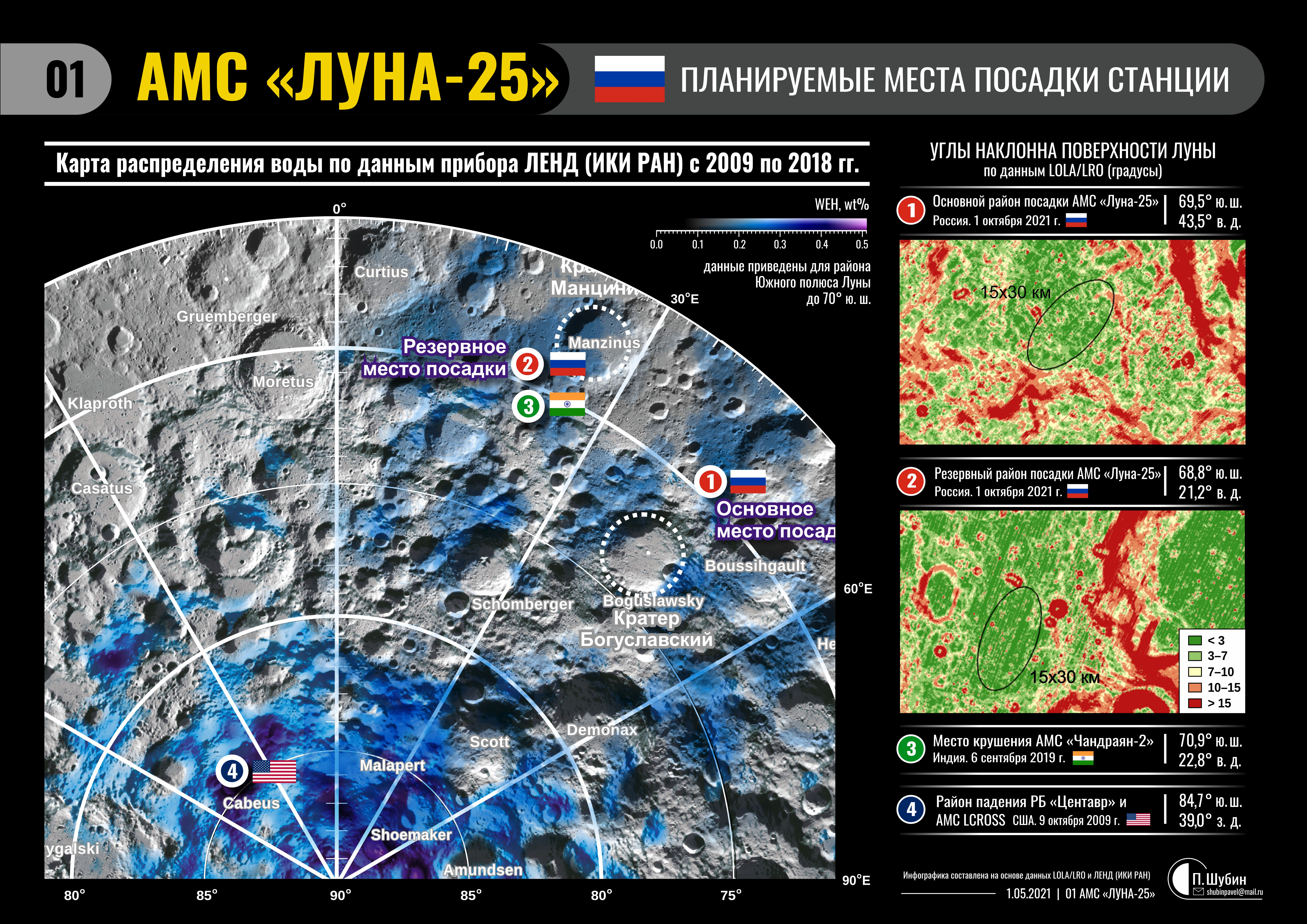
مواقع الهبوط المقترحة

يحمل المسبار 30 كـغ (66 رطل) من الحمولة مؤلفة من 8 أدوات علمية روسية:
- ADRON-LR، لتحليل نيوترون نشط وأشعة جاما للثرى
- ARIES-L، لقياس البلازما في الغلاف الخارجي
- LASMA-LR، مطياف الكتلة بالليزر
- LIS-TV-RPM، لقياس طيف المعادن بالأشعة تحت الحمراء والتصوير
- PmL، لقياس الغبار والنيازك الدقيقة
- THERMO-L، لقياس الخصائص الحرارية للثرى
- STS-L، للتصوير البانورامي والمحلي
- عاكس الليزر لتجارب قياس المدى.

كانت LINA-XSAN، وهي حمولة علمية سويدية، ستطير في الأصل مع لونا 25، لكن التأخير في تاريخ الإطلاق تسبب في إلغاء السويد لهذه الخطة. بدلاً من ذلك، حلقت LINA-XSAN على مهمة تشانج آه 4 (Chang'e 4) الصينية في عام 2019.
خُطط لاستخدام كاميرا PILOT-D التابعة لوكالة الفضاء الأوروبية في هذه المهمة، ولكن جرى شراؤها بالفعل من مزود خدمة تجارية وستطير في المهمة، نظرًا للتعاون الدولي المستمر الذي أصبح موضع شك بعد الغزو الروسي لأوكرانيا عام 2022 والعقوبات ذات الصلة على روسيا. كان من المفترض أن تجمع الأداة التوضيحية البيانات الخاصة بهبوط البعثات الأخرى، وبالتالي لم تكن جزءًا من نظام تشغيل المسبار.

## تحطمها
في 20 أغسطس 2023، تحطمت على سطح القمر أثناء خروجها من المدار بعد حدوث خلل فني. وفي وقت لاحق من نفس اليوم، أعلنت رسكوزموس أن مركبة لونا 25 تحطمت على سطح القمر ولم تعد موجودة.

## روابط خارجية
- "Flight of Luna 25 to the Moon". spec.tass.ru (بالروسية). Archived from the original on 2023-07-26. Retrieved 2023-07-26.
- Lunar and Planetary Department Moscow University
- Soviet Luna Chronology (Internet Archive)
- Exploring the Moon: Luna Missions
- Luna-25 Mission Live Tracking